# Peter Piot
Peter Karel Piot (Lovaina, 17 de fevereiro de 1949) é um médico e investigador belga especializado em Microbiologia, um líder da luta contra o HIV e descobridor do Ebolavirus em 1976. Foi presidente da Sociedade Internacional de AIDS de 1992 a 1994.

## Biografia
Completou o curso de medicina na Universidade de Gante em 1974 e mais tarde se doutorou na Universidade da Antuérpia em 1980. É membro da Academia Nacional de Ciências dos Estados Unidos e o Real Colégio de Médicos.
Em 1995 foi nomeado Barão da Bélgica pelo Rei Alberto II e em 2013 a Agência Japonesa de Cooperação Internacional outorgou-lhe o Prêmio Hideyo Noguchi de África.

## Carreira
Trabalhando para a Escola de Higiene e Medicina Tropical de Londres em 1976, descobriu o Ebolavirus causante da doença do ébola, enquanto analisava uma amostra de sangue de uma freira doente que trabalhava no Zaire. Em dito país o vírus engendrou uma epidemia e Piot viajou com a sua equipa a Yambuku para ajudar à população. Depois de descobrir como se propagava o vírus e pôr em quarentena aos doentes, conseguiram parar o surto em dois meses. Ao todo faleceram mais de 300 pessoas.
Na década de 1980 Piot foi o primeiro em desenvolver um programa internacional de prevenção, detecção e tratamento do HIV no Burundi, Costa do Marfim, Quénia, Tanzânia e Zaire que permitiu sentar as bases sobre o estudo do HIV/aids em África.
Em 12 de dezembro de 1994 foi nomeado Diretor Executivo do Programa Conjunto das Nações Unidas sobre o HIV/aids (ONUSIDA), cargo que ocupou até finais de 2008 quando renunciou e foi substituído por Michel Sidibé. Ademais foi o principal pesquisador da Fundação Bill e Melinda Gates.